# Callinectes sapidus
Callinectes sapidus är en kräftdjursart som beskrevs av M. J. Rathbun 1896. Callinectes sapidus ingår i släktet Callinectes och familjen simkrabbor. Arten har ej påträffats i Sverige. Inga underarter finns listade i Catalogue of Life.

## Bildgalleri

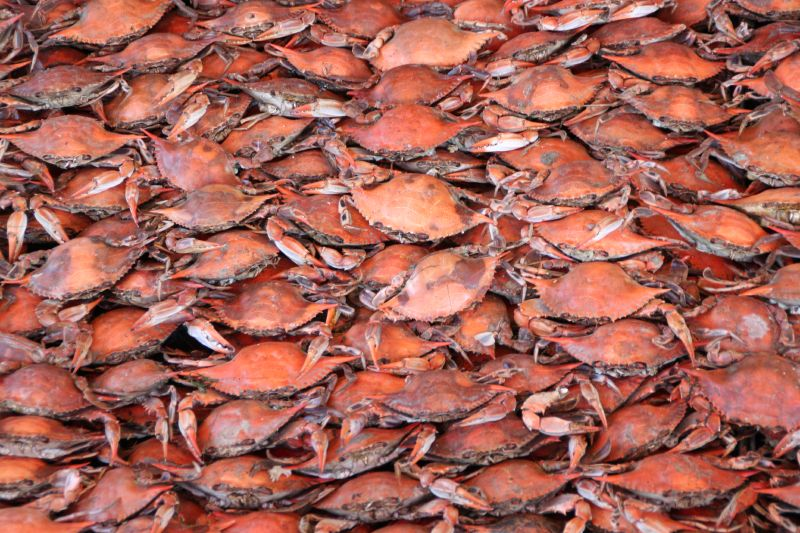
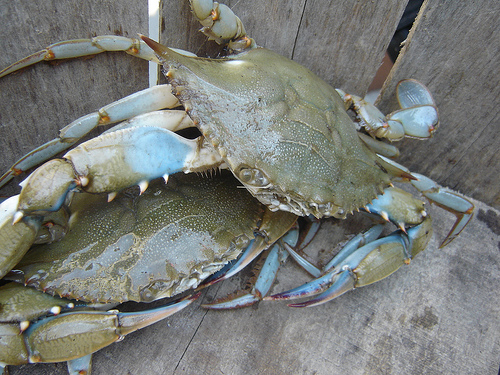
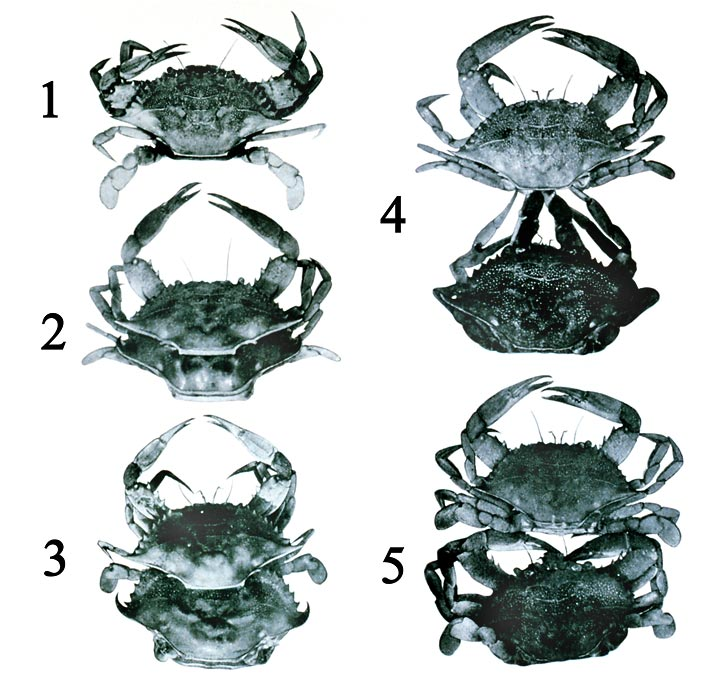
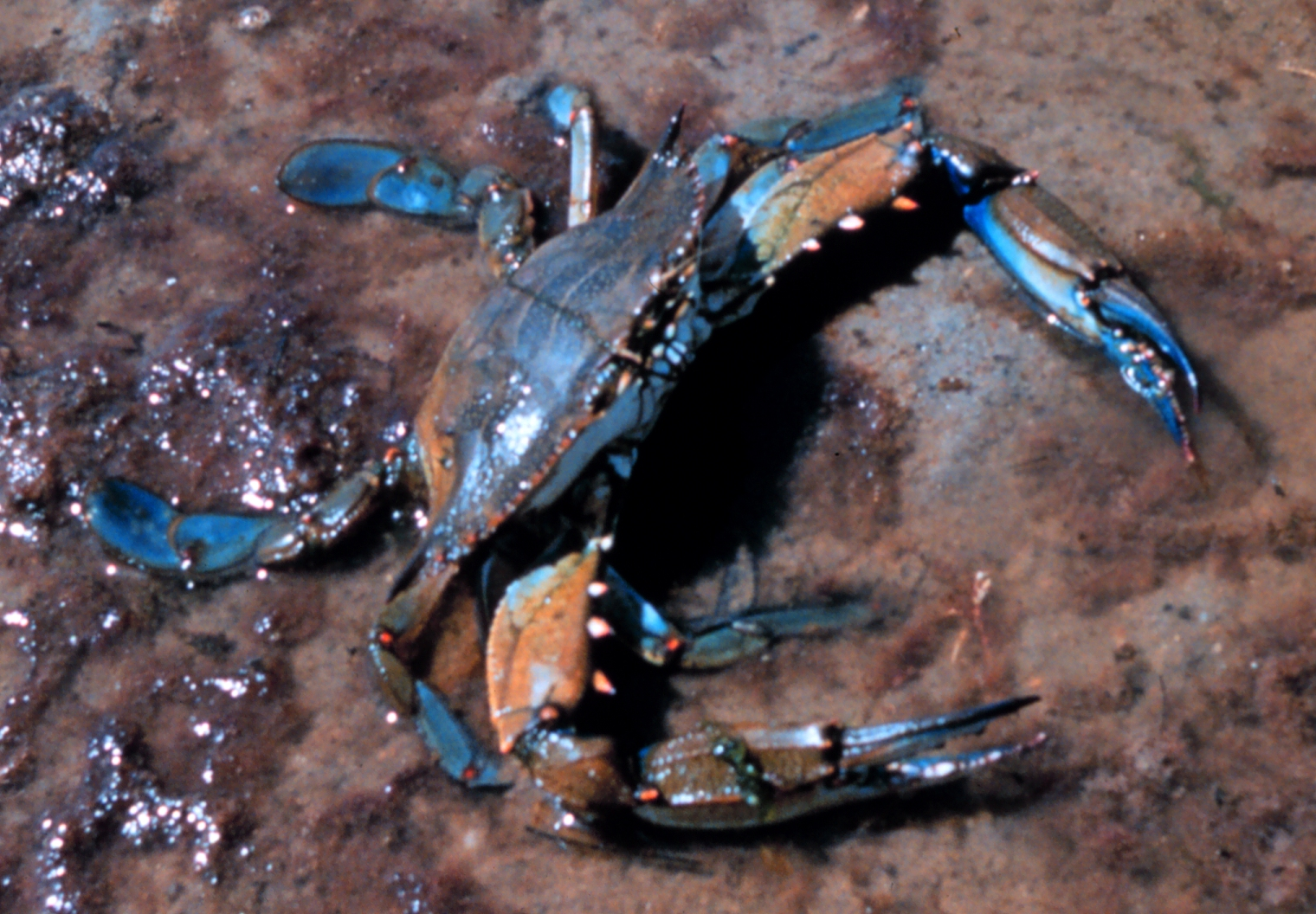
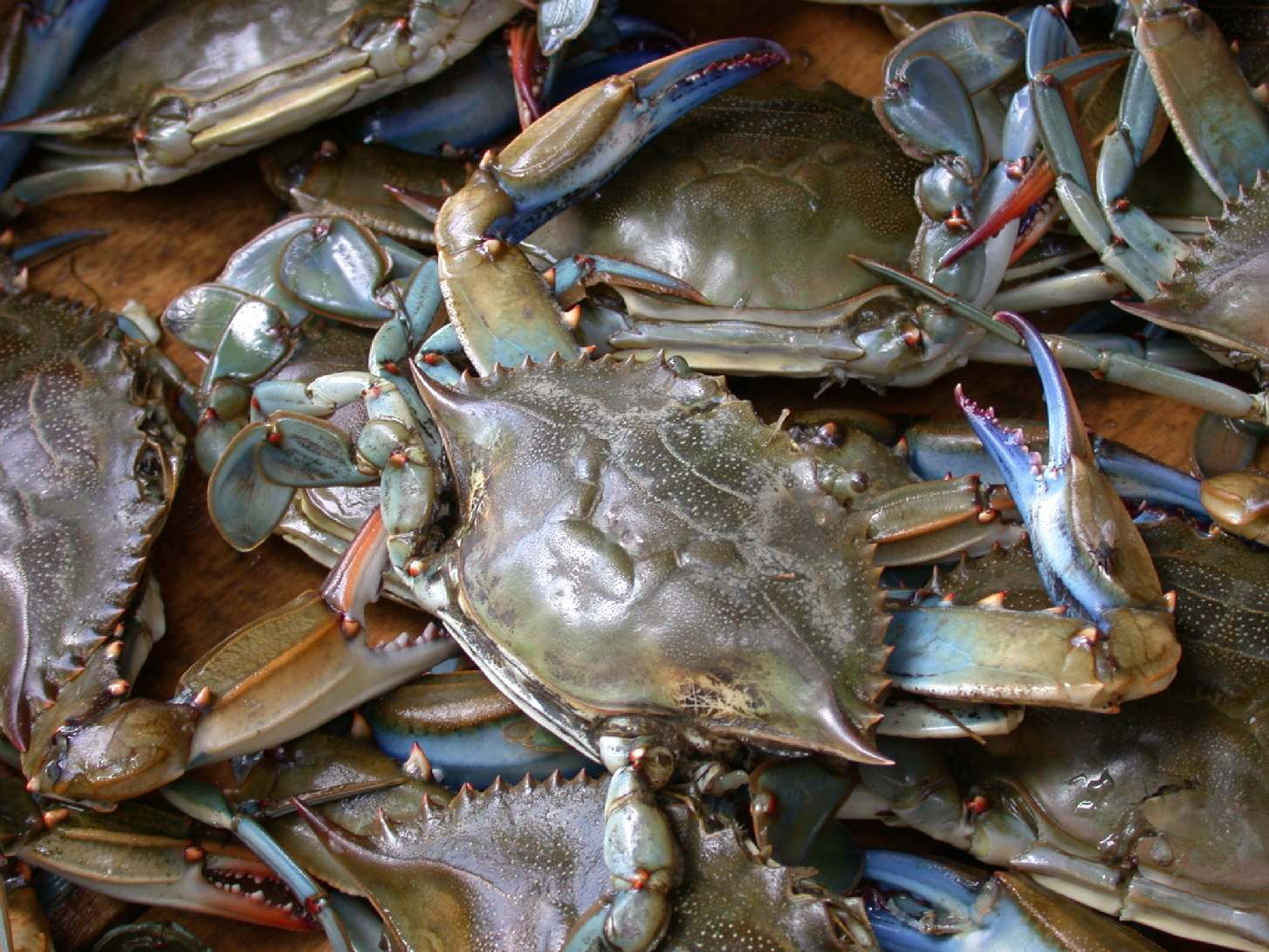